# Felsőtavankút
Felsőtavankút (horvátul, bunyevácul Gornji Tavankut, szerbül Горњи Таванкут / Gornji Tavankut) település Szerbiában, Vajdaságban, az Észak-bácskai körzetben, Szabadka községben.

## Népesség
- Az 1991-es népszámlálás szerint 1526 lakosa volt.
- A 2002-es szerint 1381 lakosa volt. Ebből 546 (39,53%) horvát, 481 (34,82%) bunyevác, 100 (7,24%) szerb, 94 (6,80%) jugoszláv, 44 (3,18%) magyar, 5 (0,36%) német, 4 (0,28%) montenegrói, 4 (0,28%) macedón, 2 (0,14%) ruszin, 1 (0,07%) muzulmán, 1 (0,07%) bosnyák. A falunak 1117 nagykorú polgára van, a lakosság átlagéletkora 40,9 év (a férfiaké 39,9, a nőké 41,8). A településen 491 háztartás van, háztartásonként átlagosan 2,77 taggal.

Legnépesebb az 1953-as népszámlálás idején volt, 2518 lakossal.